# Restaurante popular

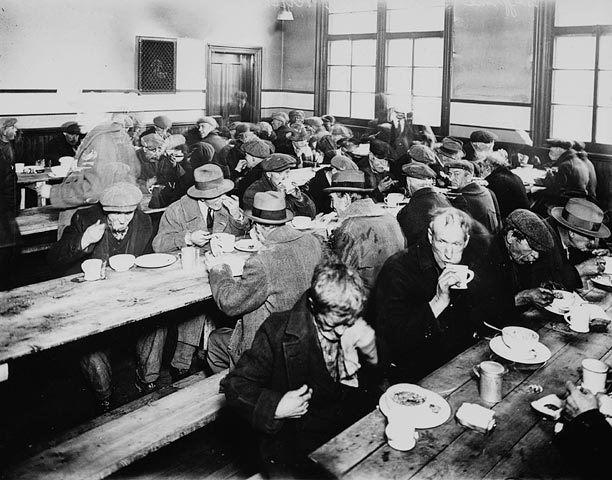
Um restaurante popular em Montreal, Quebec, Canadá, em 1931

Um restaurante popular, também chamado de restaurante comunitário ou cantina social, é um lugar onde a refeição é oferecida aos famintos geralmente de graça ou às vezes a um preço abaixo do mercado. Frequentemente localizadas em bairros de baixa renda, os restaurantes populares costumam ser administrados por organizações de voluntários, como igrejas ou grupos comunitários. Os restaurantes populares às vezes obtêm alimentos de um banco de alimentos gratuito ou a um preço baixo, pois são considerados uma instituição de caridade, o que torna mais fácil para eles alimentarem as muitas pessoas que precisam de seus serviços.
Muitos restaurantes populares históricos e modernos servem apenas sopa, ou apenas sopa com pão, mas outros estabelecimentos que se autodenominam "restaurantes populares" também servem uma variedade maior de alimentos.
Embora as sociedades tenham usado vários métodos para compartilhar alimentos com os famintos por milênios, os primeiros restaurantes populares no sentido moderno podem ter surgido no final do século XVIII. No final do século XIX, eles estavam localizados em várias cidades americanas e europeias. Nos Estados Unidos e em outros lugares, eles se tornaram mais proeminentes no século XX, especialmente durante a Grande Depressão. Com as condições econômicas muito melhores que se seguiram imediatamente à Segunda Guerra Mundial, as cantinas populares tornaram-se menos utilizadas, pelo menos nas economias avançadas. Nos Estados Unidos, houve um ressurgimento do uso de restaurantes populares após os cortes na seguridade social que foram implementados no início dos anos 1980.
No século XXI, o uso de restaurantes populares se expandiu tanto nos Estados Unidos quanto na Europa, após aumentos globais duradouros no preço dos alimentos que começaram no final de 2006. A demanda por seus serviços cresceu à medida que a Grande Recessão começou a piorar as condições econômicas para aqueles com rendimentos mais baixos. Em grande parte da Europa, a demanda aumentou ainda mais após a introdução de políticas econômicas baseadas na austeridade a partir de 2010.

## História
As primeiras ocorrências de restaurantes populares são difíceis de identificar. Ao longo da história, as sociedades invariavelmente reconheceram a obrigação moral de alimentar os famintos. A filósofa Simone Weil escreveu que alimentar os famintos quando se tem recursos para fazê-lo é a obrigação mais óbvia de todas. Ela também disse que, já no Egito Antigo, acreditava-se que as pessoas precisavam mostrar que ajudaram os famintos para se justificarem na vida após a morte. A sopa tem sido uma das maneiras mais econômicas e simples de fornecer alimentos nutritivos para um grande número de pessoas.
A igreja cristã fornecia comida aos famintos desde os dias de São Paulo e, pelo menos desde o início da Idade Média, esse alimento às vezes era fornecido na forma de sopa. Do século XIV ao XIV, cantinas islâmicas, chamadas imarets, foram construídas em todo o Império Otomano. Sopa e pão costumavam ser os principais alimentos servidos, embora às vezes também arroz, carne, frutas e pudins doces.
O historiador social Karl Polanyi escreveu que antes que os mercados se tornassem a forma dominante de organização econômica mundial no século XIX, a maioria das sociedades humanas geralmente morreria de fome ou não morreria; porque, as comunidades compartilhariam naturalmente seus alimentos. À medida que os mercados começaram a substituir as formas mais antigas de alocação de recursos, como redistribuição, reciprocidade e autarquia, o nível geral de segurança alimentar da sociedade normalmente aumentaria. Mas a insegurança alimentar pode piorar para as camadas mais pobres da sociedade, e surge a necessidade de métodos mais formais de fornecimento de alimentos.

### Surgimento do restaurante popular moderno

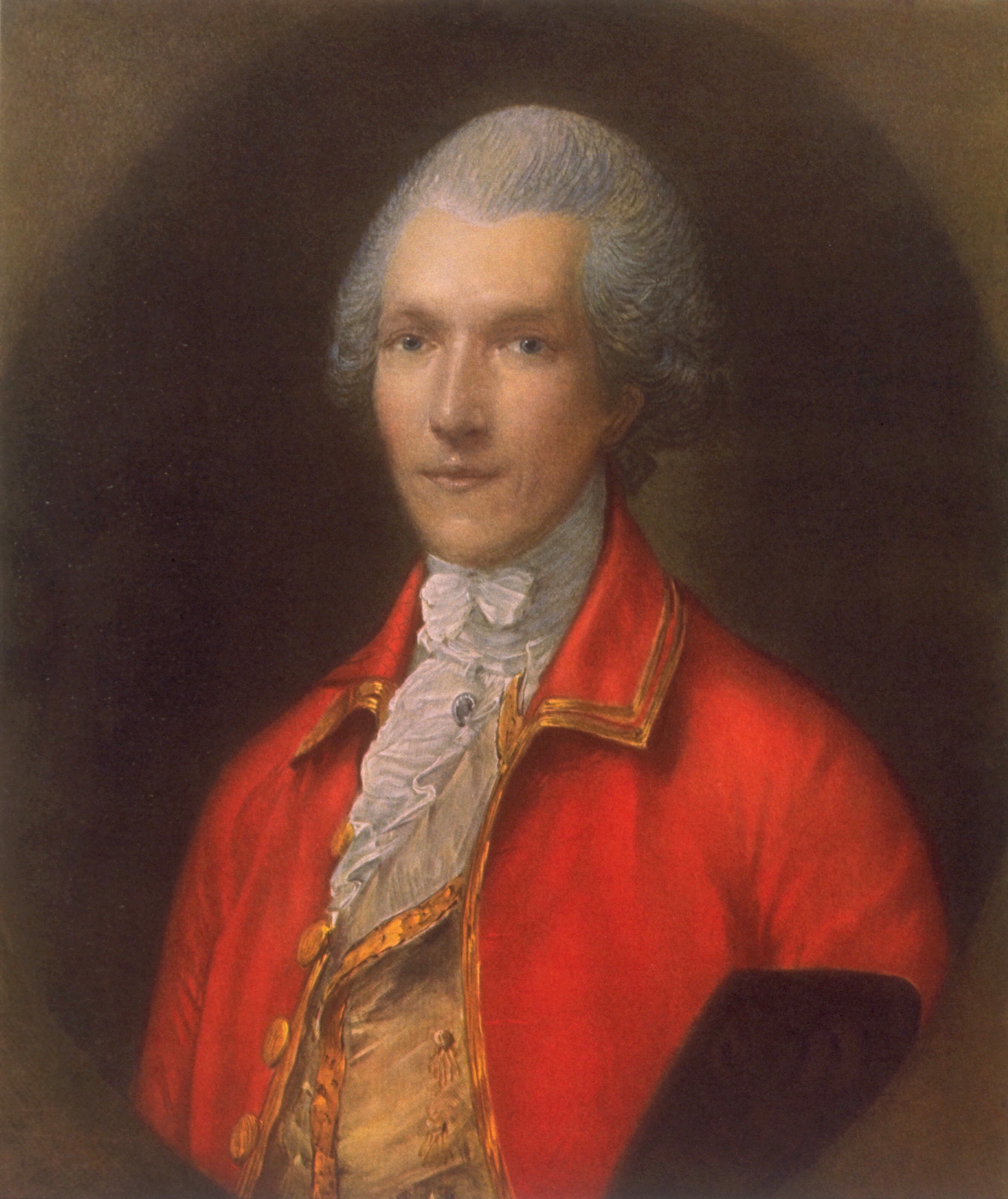
Conde Rumford, pintado por Thomas Gainsborough, 1783

Os primeiros restaurantes populares modernos foram estabelecidos pelo inventor Benjamin Thompson, que foi empregado como ajudante de campo do Eleitor da Baviera na década de 1790. Thompson era um refugiado legalista americano da Nova Inglaterra e um inventor que foi enobrecido pela Baviera como Conde Rumford. O conde foi um proeminente defensor do combate à fome, escrevendo panfletos que foram amplamente lidos em toda a Europa.
A mensagem do conde Rumford foi especialmente bem recebida na Grã-Bretanha, onde anteriormente ocupou um cargo sênior no governo por vários anos e era conhecido como "o coronel". Uma necessidade urgente surgiu recentemente na Grã-Bretanha para o alívio da fome, devido ao seu papel de liderança na condução da Revolução Industrial. Enquanto o desenvolvimento tecnológico e as reformas econômicas eram cada vez mais prosperidade geral, as condições para os mais pobres muitas vezes pioravam, à medida que os modos de vida tradicionais eram interrompidos. Nos últimos anos do século XVIII, restaurantes populares operados nos princípios pioneiros de Rumford podiam ser encontrados em toda a Inglaterra, País de Gales e Escócia, com cerca de sessenta mil pessoas sendo alimentadas por elas diariamente somente em Londres.
Embora os restaurantes populares fossem inicialmente bem considerados, eles atraíram críticas de alguns, por encorajar a dependência, e às vezes em um nível local por atrair vagabundos para uma área. Na Grã-Bretanha, eles foram tornados ilegais, junto com outras formas de ajuda além de asilos, pelo Poor Law Amendment Act 1834.
Durante a fome irlandesa do século XIX, em que até um milhão de pessoas podem ter morrido, o governo britânico aprovou a Lei de Alívio Temporário (também conhecida como Lei do Restaurante Popular) em fevereiro de 1847. A lei alterou as restrições à disposição de ajuda fora dos asilos durante a fome e permitiu expressamente o estabelecimento de cozinhas populares na Irlanda para aliviar a pressão do excessivo sistema Poor Law, que estava se revelando totalmente inadequado para lidar com o desastre.
A proibição dos restaurantes populares foi logo relaxada também na Grã-Bretanha continental, embora nunca mais tenham se tornado tão prevalentes como no início do século XIX, em parte a partir da década de 1850, as condições econômicas em geral começaram a melhorar, mesmo para os mais pobres. Nas primeiras décadas após o retorno dos restaurantes populares à Grã-Bretanha continental, eles foram, a princípio, fortemente regulamentados, administrados por grupos como a Charity Organization Society. Mesmo no início do século XX, jornalistas de campanha como Bart Kennedy os criticavam por suas longas filas e pelas perguntas degradantes que a equipe fazia aos famintos antes de distribuir qualquer sopa.

### Espalhe para os Estados Unidos

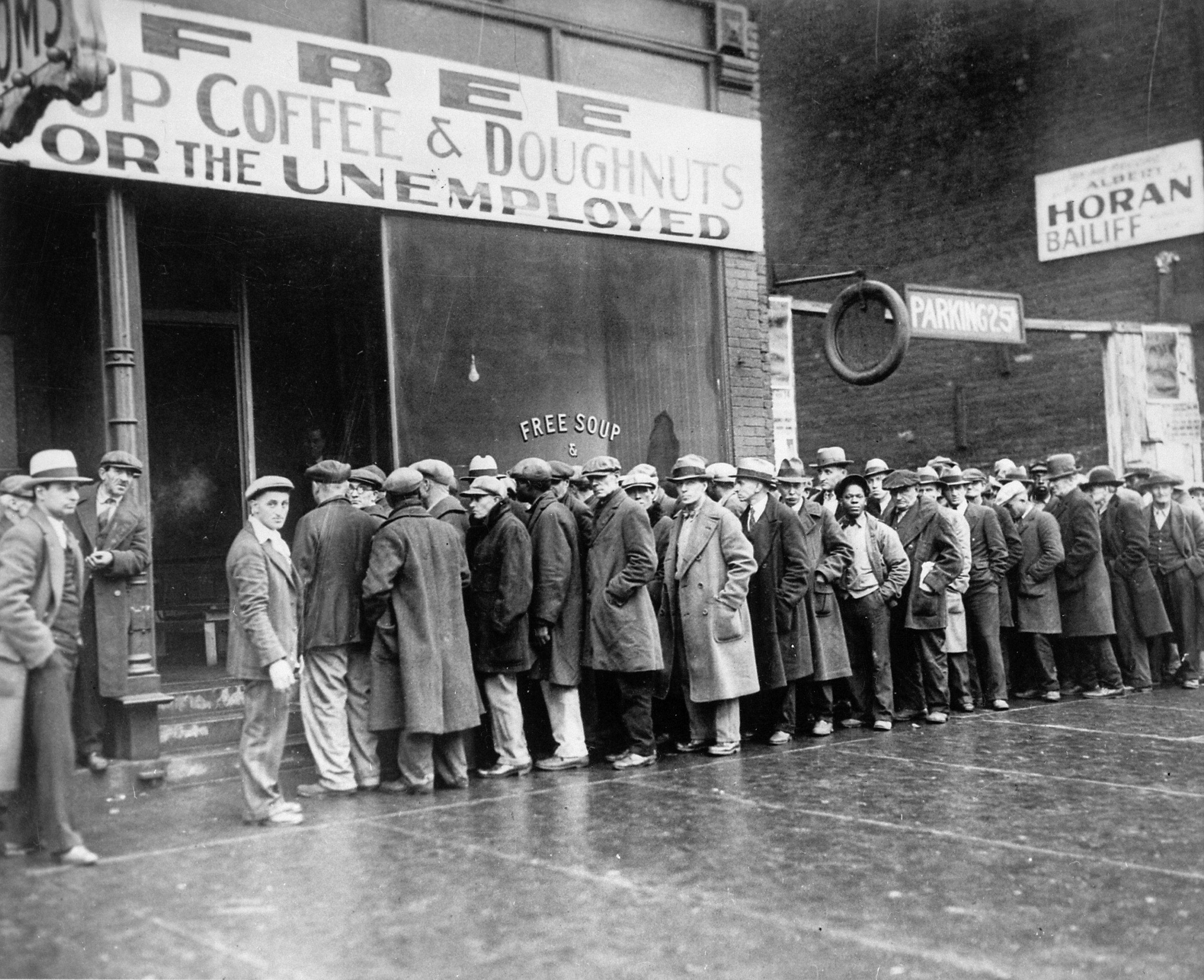
Homens desempregados do lado de fora de um refeitório aberto por Al Capone na época da Depressão em Chicago, Illinois, EUA, 1931

O conceito de restaurantes populares se espalhou da Irlanda para os Estados Unidos após a Grande Fome e a onda concomitante de emigração irlandesa para o Novo Mundo. Os primeiros foram estabelecidos na década de 1870. Um aumento acentuado no número de pessoas com fome, resultante de uma recessão industrial, coincidiu com o sucesso da AICP e da filial americana da Charity Organisation Society, em conseguir que várias formas de "socorro ao ar livre" fossem banidas. Isso resultou na criação de restaurantes populares pela sociedade civil, para ajudar a alimentar os pobres que não desejavam se submeter à organização regimentada das casas de esmola, favorecida pelas sociedades de caridade.

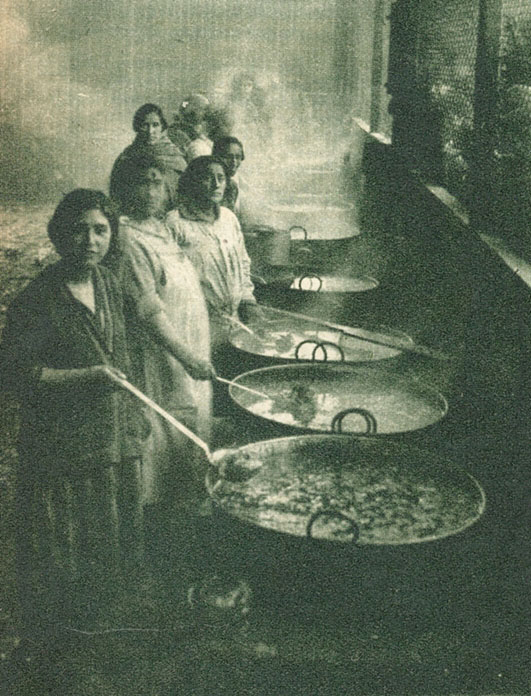
Mulheres chilenas preparando refeições de sopa em 1932

Acredita-se que o termo “breadline” (fila do pão) entrou no léxico popular na década de 1880. Foi durante esses anos que uma notável padaria no Greenwich Village de Nova Iorque, a “Fleischmann Model Viennese Bakery”, instituiu uma política de distribuição de produtos de panificação não vendidos para os pobres no final de seu dia útil. No final do século XIX, restaurantes populares eram encontrados em várias cidades dos Estados Unidos. O conceito de restaurantes populares atingiu a corrente principal da consciência dos Estados Unidos durante a Grande Depressão. Um restaurante popular em Chicago foi até patrocinado pelo mafioso americano Al Capone em um esforço para limpar sua imagem.
Com as melhores condições econômicas que se seguiram à Segunda Guerra Mundial, havia menos necessidade de cantinas populares nas economias avançadas. No entanto, com a redução da previdência na década de 1980 sob a presidência de Ronald Reagan, houve um rápido aumento na atividade de agências de combate à fome de base, como cozinhas populares. De acordo com uma pesquisa governamental abrangente concluída em 2002, mais de 90% dos bancos de alimentos, cerca de 80% das cozinhas de emergência e todas as organizações de resgate de alimentos conhecidas foram estabelecidas nos Estados Unidos após 1981. Atualmente, a Catholic Charities USA, de Colorado Springs, Colorado, fundada pela Sisters of Loretto, fornece alimentos para mais de 600-700 pessoas ou mais por dia, e tem feito isso desde 1985.